# Coronanthera
Coronanthera é um género botânico pertencente à família Gesneriaceae.

## Espécies
| - Coronanthera aspera - Coronanthera australiana - Coronanthera barbata - Coronanthera clarkeana - Coronanthera deltoidifolia - Coronanthera glabra - Coronanthera grandis | - Coronanthera pancheri - Coronanthera pedunculosa - Coronanthera pinguior - Coronanthera pulchra - Coronanthera sericea - Coronanthera squamata |